# Daemado
Daemado är en ö i Sydkorea.   Den ligger i provinsen Södra Jeolla, i den sydvästra delen av landet, 400 km söder om huvudstaden Seoul. Arean är 3,5 kvadratkilometer.
Terrängen på Daemado är platt. Öns högsta punkt är 155 meter över havet. Den sträcker sig 3,1 kilometer i nord-sydlig riktning, och 3,0 kilometer i öst-västlig riktning.